# Dai Nagao
Dai Nagao (長尾 大, Nagao Dai), alias D・A・I, né le 28 mars 1971 à Chiba, est un compositeur japonais, musicien et producteur. Il était un membre et compositeur du groupe Do As Infinity de ses débuts jusqu'à la séparation des trois membres, Ryo Owatari, Tomiko Van et Nagao, en septembre 2005.
Assez discret, il se contentait souvent d'être un membre en coulisse vers la fin de la vie du groupe, en mettant en avant ses deux partenaires. Lors des débuts du groupe en revanche, il jouait tout le temps sur scène, en tant que guitariste acoustique (on le voit notamment dans le clip de Tangerine Dream, un des premiers hits du groupe), jusqu'en 2001 environ. Il apparaît ensuite de façon occasionnelle dans quelques concerts comme invité spécial, notamment lors de la dernière tournée le 25 novembre 2005. Nagao est l'un des tout  premiers artistes japonais à jouer avec une guitare acoustique à double manche personnalisée, comme l'une de ses références musicales, le guitariste Jimmy Page de Led Zeppelin.
Ses nouveaux projets sont entre autres la composition de chansons pour Amasia Landscape, ainsi que la production de groupes et de chanteurs solo en Asie, comme SE7EN, Sayaka Yamamoto, Mount Position, I-lulu, Voxray, Dazzfeed, Sacra, Blazespirit.